# 포청천 (1974년 드라마)
《포청천》(包青天)은 중국 송나라의 유명한 명판관인 포증을 주제로 한 중화민국의 드라마이다. 다른 이름으로 삼협오의 라는 부제도 있었다.

## 배역
- 포청천 역 : 의명
- 전　조 역 : 전붕
- 공손책 역 : 고쟁

## 노래
- 주제곡 : 〈포청천〉[1]
  - 가수 : 장광초
  - 작사 : 손의
  - 작곡 : 양병충

## 같이 보기
- 포증
- 《포청천 1993》
- 《포청천 2008》
- 《신 포청천: 칠협오의》